# Rybinsk
Rýbinsk (in russo Ры́бинск?) è una città della Russia europea centrale, situata alla confluenza dei fiumi Volga e Šeksna; è la seconda città per importanza dell'oblast' di Jaroslavl', capoluogo del Rybinskij rajon.

## Storia
A quanto pare, Rybinsk è uno dei più antichi insediamenti slavi lungo il fiume Volga; cronache del 1071 la citano riferendosi ad essa come Ust'-Šeksna (in russo Усть-Шексна?, letteralmente "foce dello Šeksna"). Nei cinque secoli successivi viene menzionata alternativamente con questo nome o con quello di Rybansk (Рыбaнск, dal russo ryba, "pesce"), mentre dal 1504 appare citata come Rybnaja Sloboda (Рыбная Слобода, letteralmente "villaggio di pescatori") perché sembra che il villaggio avesse una certa importanza in fatto di pesca.
Nel XVII secolo Rybnaja Sloboda era un centro commerciale di discreta importanza; nel corso del secolo successivo la zarina Caterina la Grande le assicurò lo status di città e le cambiò il nome in Rybinsk. In questo periodo il porto fluviale di Rybinsk veniva utilizzato per il trasbordo dei carichi dai grossi vascelli che solcavano il Volga ai natanti più piccoli, capaci di navigare nella rete di canali creati per una più capillare copertura del territorio con vie d'acqua.
Dal 1946 al 1957 la città portò il nome di Ščerbakov (Щербаков), in onore del politico e generale sovietico Aleksandr Sergeevič Ščerbakov; dal 1984 al 1989 fu nota come Andropov (Андропов), in onore del defunto segretario generale del PCUS.

## Economia

### Centrale idroelettrica di Rybinsk
A poca distanza dalla città si trova il Bacino di Rybinsk, creato da una gigantesca diga sul fiume Volga, utilizzato per la produzione di energia idroelettrica per coprire il fabbisogno delle industrie della zona.
La centrale idroelettrica di Rybinsk utilizza la soluzione tecnologica di 6 turbine Kaplan; la potenza installata è di 346,4 Megavatt, la produzione di circa 644 kW·h ogni anno.

### Cantieri navali
A Rybinsk sono presenti i cantieri navali conosciuti come Stabilimento cantieristico di Rybinsk «Volgatanker» (in russo Рыбинский судостроительный завод «Волготанкер»?, Rybinskij sudostroitelʾnyj zavod «Volgatanker») per la produzione e la manutenzione di navi civili e militari.

### Motori
NPO Saturn, Turborus - motori aeronautici, turbine gas, complessi marini.

### Evoluzione demografica[1]
Abitanti censitiAnno050.000100.000150.000200.000250.000300.000185619231939197020022020Popolazione

## Istruzione

### Università
- Accademia Statale delle Tecnologie dell'Aviazione Pavel Aleksandrovič Soloviev (in russo: Рыбинская государственная авиационная технологическая академия им. П. А. Соловьёва), fondata nel 1956[2].

## Sport

### Calcio
- FC Rybinsk

### Sci
A Rybinsk sono state organizzate numerose gare di sci di fondo valide per la relativa Coppa del Mondo.

## Cultura

### Musei
- Museo-Riserva Statale Storico-Architettonico ed Artistico di Rybinsk (РЫБИНСКИЙ ГОСУДАРСТВЕННЫЙ ИСТОРИКО-АРХИТЕКТУРНЫЙ И ХУДОЖЕСТВЕННЫЙ МУЗЕЙ-ЗАПОВЕДНИК)[4]

## Infrastrutture e trasporti

### Aeroporti
La città è servita dall'aeroporto di Rybinsk, base della compagnia aerea russa NPO Saturn che effettua voli di linea per Mosca, San Pietroburgo e per il capoluogo dell'oblast' Jaroslavl'.

### Trasporti pubblici

#### Filobus
Nella città sono in attività 7 linee di filobus (2008).

## Galleria d'immagini

La città di Rybinsk nella mappa dell'oblast' di Jaroslavl'
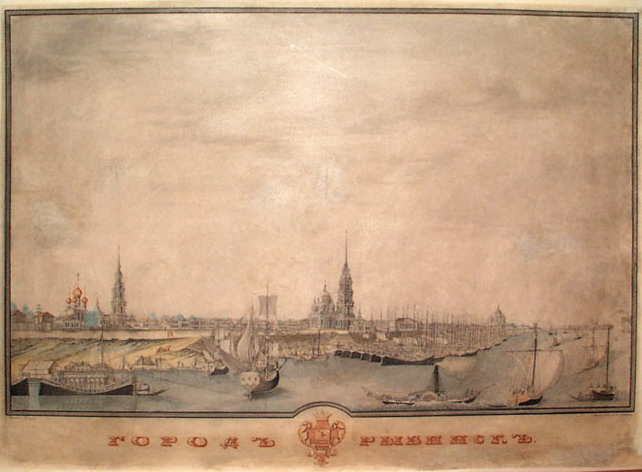
Rybinsk nel XIX secolo
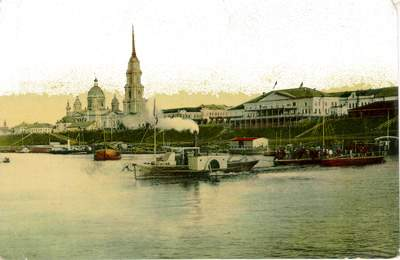
Il porto navale di Rybinsk in una cartolina del XIX secolo
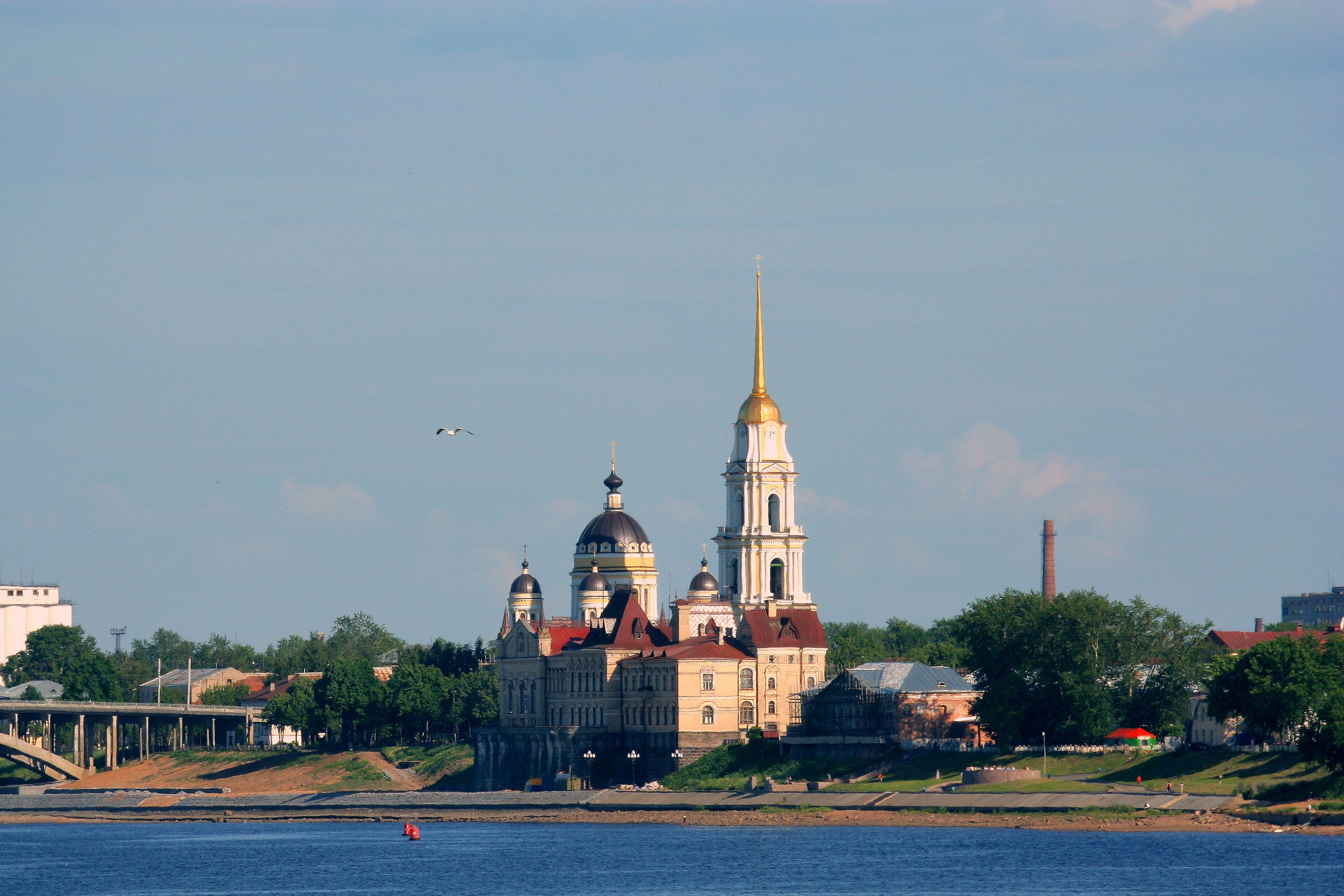
Rybinsk vista dal fiume Volga
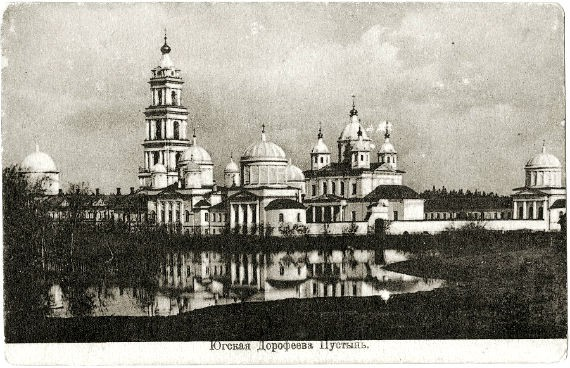
Il vecchio monastero di Rybinsk (sepolto sotto il bacino di Rybinsk nel XX secolo)
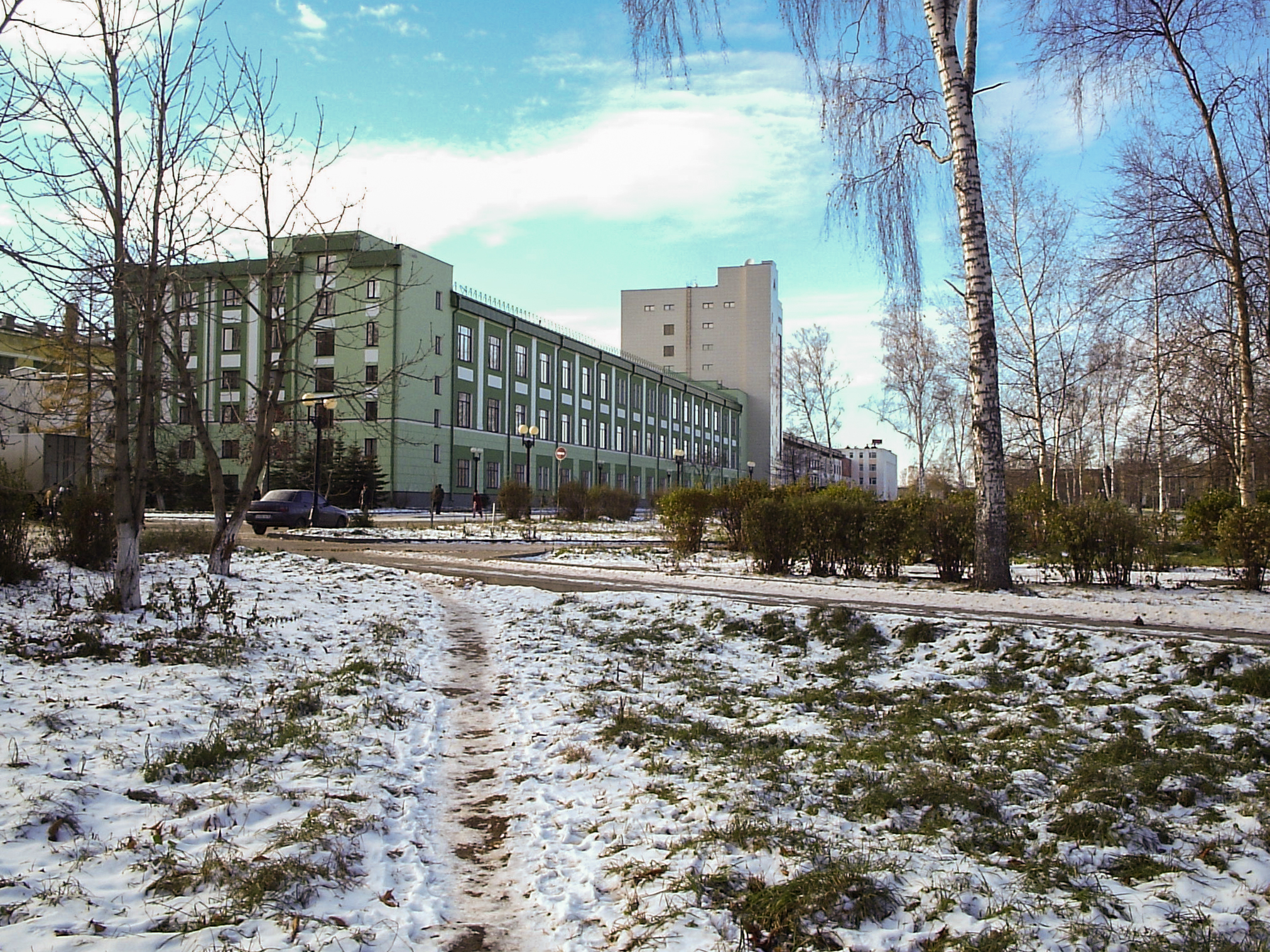
La sede della NPO Saturn
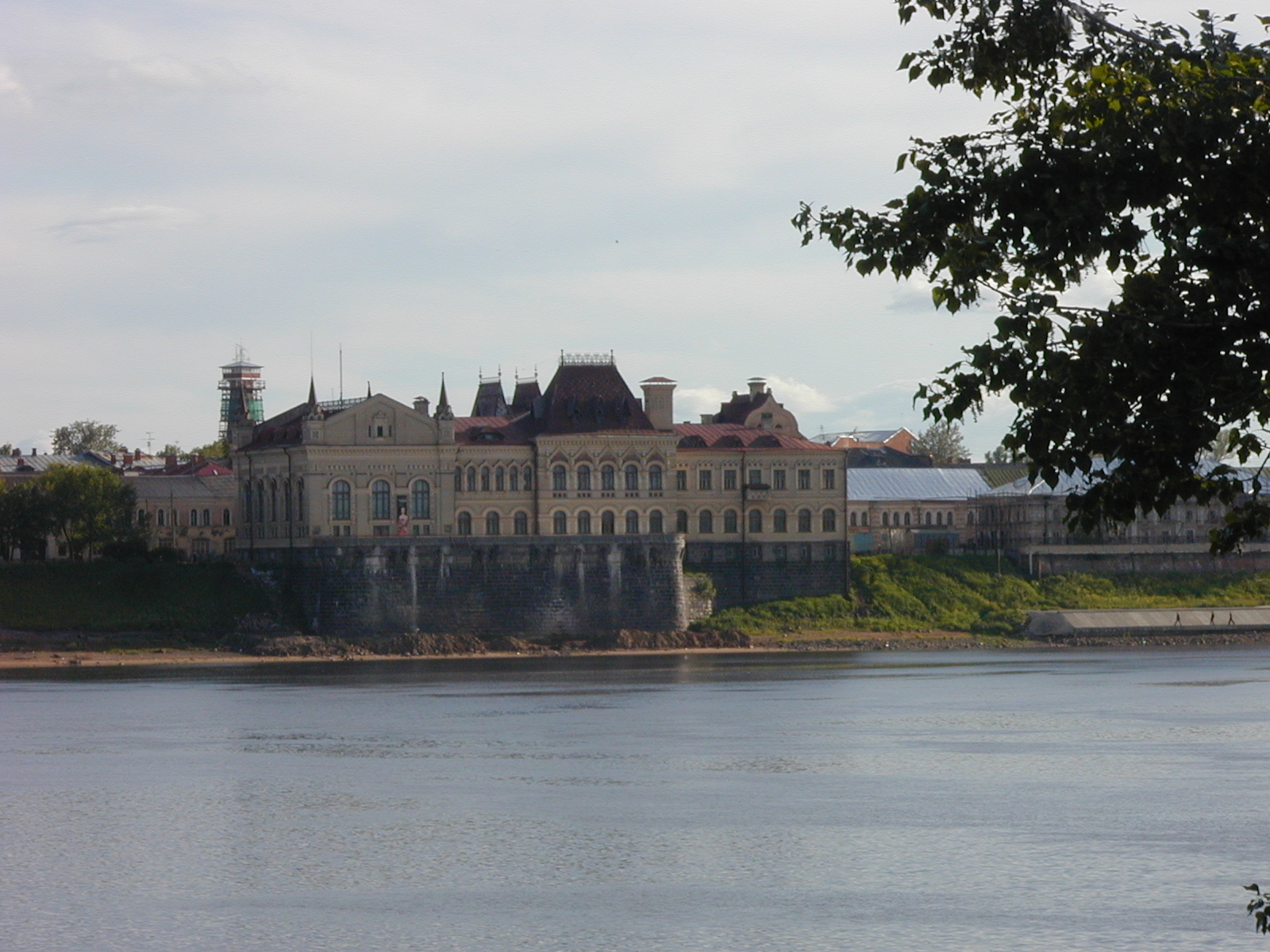
L'edificio della Borsa dei cereali
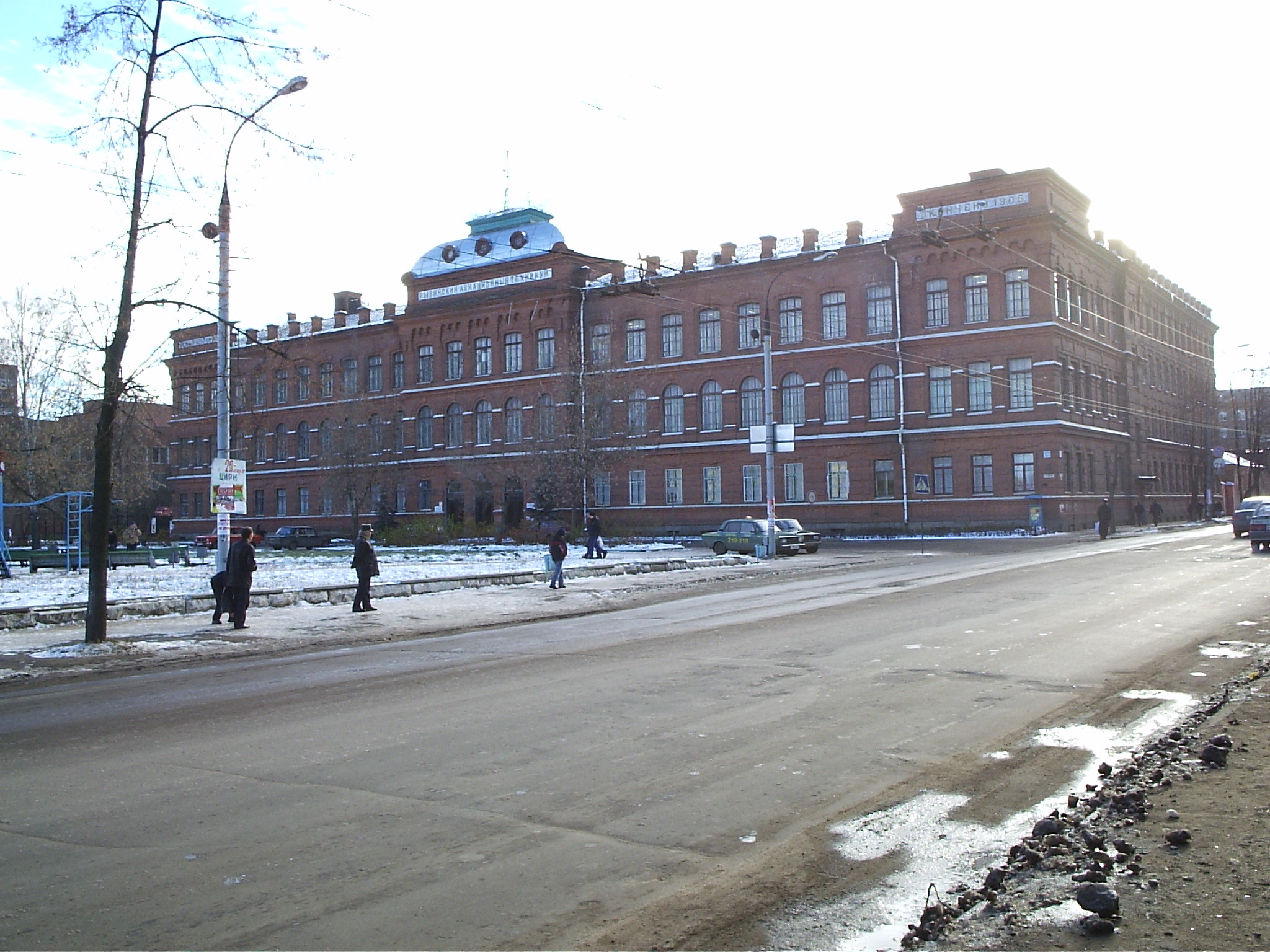
L'Istituto professionale tecnico aeronautico
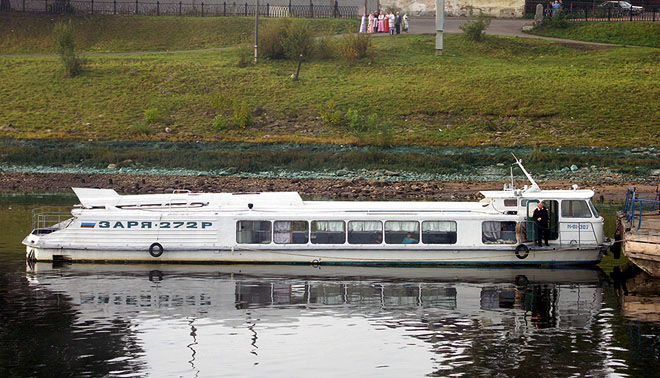
Un traghetto Zarja 272R in sosta a Rybinsk